# Guijuelo
Guijuelo ist eine Kleinstadt und eine aus dem Hauptort und drei Dörfern (aldeas) bzw. Weilern (pedanías) bestehende westspanische Gemeinde (municipio) mit 5.508 Einwohnern (Stand: 2024) in der Provinz Salamanca in der Autonomen Region Kastilien-León.

## Lage
Der Ort Guijuelo liegt etwa 2 km vom Westufer des Río Tormes entfernt in einer Höhe von ca. 1010 m. Die Provinzhauptstadt Salamanca befindet sich ca. 50 km (Fahrtstrecke) nördlich. Das Klima im Winter ist kühl, im Sommer dagegen durchaus warm; die eher geringen Niederschlagsmengen (ca. 500 mm/Jahr) fallen – mit Ausnahme der nahezu regenlosen Sommermonate – verteilt übers ganze Jahr.

## Bevölkerungsentwicklung
| Jahr      | 1857 | 1900  | 1950  | 2000  | 2019  |
| Einwohner | 999  | 1.457 | 3.283 | 5.082 | 5.633 |

Das kontinuierliche Bevölkerungswachstum ist im Wesentlichen auf die Mechanisierung der Landwirtschaft sowie die Aufgabe von bäuerlichen Kleinbetrieben und den damit einhergehenden Verlust an Arbeitsplätzen in den umgebenden Landgemeinden zurückzuführen. Zur Gemeinde gehören auch die Dörfer bzw. Weiler Cabezuela de Salvatierra, Campillo de Salvatierra und Palacios de Salvatierra.

## Wirtschaft
Das wirtschaftliche Leben von Guijuelo war und ist in hohem Maße agrarisch orientiert – früher wurden Getreide, Weinreben etc. zur Selbstversorgung angepflanzt; Gemüse stammte aus den Hausgärten. Viehzucht (früher hauptsächlich Schafe und Ziegen, heute zumeist Schweine) wurde und wird immer noch betrieben. Im Lauf der Zeit ließen sich Kleinhändler, Handwerker sowie Dienstleister aller Art hier nieder. Guijuelo ist heute bekannt wegen seiner Schinkenproduktion (Jamón Ibérico)

## Geschichte
Keltische, römische und westgotische Spuren wurden bislang nicht entdeckt. Im 8. Jahrhundert überrannten die Mauren die Region; von einer Ortsgründung ist jedoch nichts bekannt. Nach der Schlacht von Simancas (939) konnten letztere in diesem Teil der Iberischen Halbinsel bis zum Fluss Tormes zurückgedrängt werden. König Ramiro II. von León († 951) begann mit der Neu- und Wiederbesiedlung (repoblación) der eroberten Gebiete; daneben gab es auch vereinzelte christliche Stützpunkte südlich bzw. westlich des Flusses. Im 11. und 12. Jahrhundert wurde die Grenze zwischen christlicher und islamischer Einflusssphäre weiter nach Süden verschoben und der Ort war Bestandteil des Alfoz de Salvatierra, doch auch die Herzöge von Béjar hatten ihre Finger im Spiel.

## Sehenswürdigkeiten

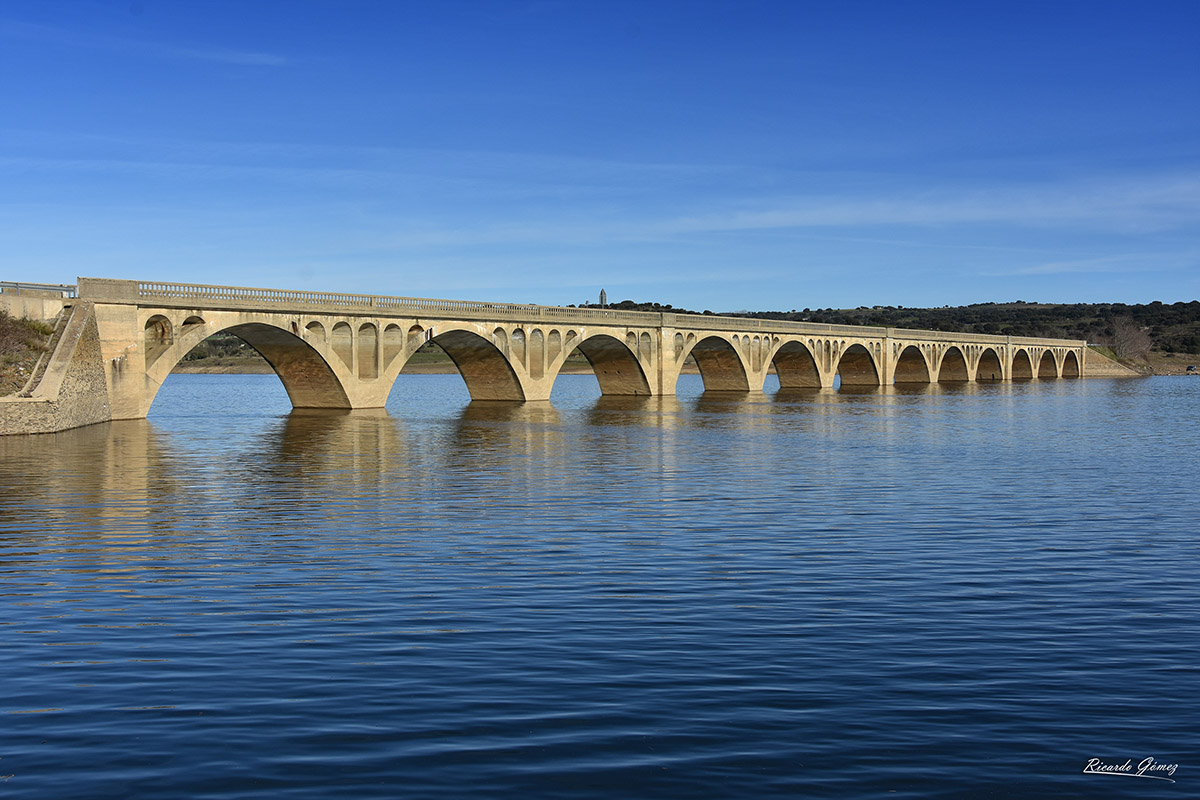
Puente de Cespedosa

- Die dreischiffige Iglesia de Nuestra Señora de la Asunción ist die dritte Kirche an derselben Stelle; es ist ein Neubau der 1950er Jahre und besteht hauptsächlich aus Granitsteinen. Das ebenfalls neue Altarretabel (retablo) ist ein Werk aus der Werkstatt des Bildschnitzers Santiago Lara.[4]
- Auf einem Hügel am südlichen Ortsrand steht die Ruine einer Kirche des 16. Jahrhunderts (torreón).[5]
- Das Museo de la Industria Chacinera widmet sich verschiedenen Themen der Schweinefleisch- und Schinkenproduktion.

Umgebung
- Eine zwölfbogige Steinbrücke aus den 1960er Jahren quert das südliche Ende des Santa-Teresa-Stausees zwischen Guijuelo und Cespedosa.